# 20.10
20.10 – fabularny film krótkometrażowy w reżyserii Adama Lewandowskiego.

## Fabuła
Jest to 7-minutowy film – historia, której przedmiotem jest wieczór przed telewizorem stale się psującym.

## Obsada
- Przemysław Pankowski
- Lech Janerka
- Katarzyna Bednarz
- Dawid Zawadzki
- Tadeusz Szymków
- Marian Dziędziel